# Франклін (округ, Канзас)
Шаблон:StateAbbr_ 38°35′00″ пн. ш. 95°17′00″ зх. д. / 38.5833° пн. ш. 95.2833° зх. д.
Округ Франклін (англ. Franklin County) — округ (графство) у штаті Канзас, США. Ідентифікатор округу 20059.

## Історія
Округ утворений 1855 року.

## Демографія
За даними перепису 
2000 року 
загальне населення округу становило 24784 осіб, зокрема міського населення було 11735, а сільського — 13049.
Серед мешканців округу чоловіків було 12284, а жінок — 12500. В окрузі було 9452 домогосподарства, 6722 родин, які мешкали в 10229 будинках.
Середній розмір родини становив 3,04.
Віковий розподіл населення поданий у таблиці:
| Стать    | До 15 років | 15-21 | 22-29 | 30-39 | 40-49 | 50-65 | 65-85 | Понад 85 |
| -------- | ----------- | ----- | ----- | ----- | ----- | ----- | ----- | -------- |
| Чоловіки | 2934        | 1375  | 1158  | 1745  | 1861  | 1796  | 1259  | 156      |
| Жінки    | 2656        | 1243  | 1112  | 1766  | 1845  | 1817  | 1668  | 393      |

## Суміжні округи
- Дуглас — північ
- Джонсон — північний схід
- Маямі — схід
- Лінн — південний схід
- Андерсон — південь
- Коффі — південний захід
- Осейдж — захід

## Виноски
1. ↑  U.S. Decennial Census. United States Census Bureau. Архів оригіналу за 26 квітня 2015. Процитовано 24 липня 2014.
2. ↑  Historical Census Browser. University of Virginia Library. Архів оригіналу за 11 серпня 2012. Процитовано 24 липня 2014.
3. ↑  Population of Counties by Decennial Census: 1900 to 1990. United States Census Bureau. Процитовано 24 липня 2014.
4. ↑  Census 2000 PHC-T-4. Ranking Tables for Counties: 1990 and 2000 (PDF). United States Census Bureau. Процитовано 24 липня 2014.
5. ↑  State & County QuickFacts. United States Census Bureau. Архів оригіналу за 14 липня 2011. Процитовано 24 липня 2014. [Архівовано 2011-07-14 у Wayback Machine.](англ.) Наведено за англійською вікіпедією.
6. ↑  American FactFinder. Бюро перепису населення США. Архів оригіналу за 26 лютого 2012. Процитовано 31 січня 2008. [Архівовано 2008-05-21 у Wayback Machine.]

| США | Це незавершена стаття з географії США. Ви можете допомогти проєкту, виправивши або дописавши її. |